# Thompsonville (Illinois)
Thompsonville – wieś w Stanach Zjednoczonych, w stanie Illinois, w hrabstwie Franklin.